# ماتياس تسفاي
ماتياس تسفاي هو سياسي دنماركي ولد في 31 مارس 1981،يشغل حالياً منصب وزير الهجرة والإندماج منذ 2019.